# Geophis bicolor
Geophis bicolor — вид змій родини полозових (Colubridae). Ендемік Мексики.

## Поширення і екологія
Geophis bicolor мешкають на Мексиканському нагір'ї, де були зафіксовані в штатах Мехіко, Халіско і Коліма. Вони живуть в соснових і ялинових лісах, на висоті від 1800 до 2600 м над рівнем моря. Відкладають яйця.